# Konstantín Gueràssimov
Konstantín Grigórievitx Geràssimov, rus: Константин Григорьевич Герасимов (3 de juny [C.J. 21 de maig] de 1912, Moscou - 15 de febrer de 1985, Moscou) fou un baríton soviètic, guardonat dos cops amb el títol d'Artista Popular de la República Socialista Federativa Soviètica de Rússia (RSFSR).

## Biografia
El 1949 es va graduar a l'estudi de l'òpera de la ciutat de Moscou en la classe d'E. B. Sadovskoi. Des del 1936 fou solista del Conjunt de Cançó i Dansa de l'Exèrcit Soviètic. Fou intèrpret del repertori líder del conjunt, amb el qual va recórrer diversos països del món. A partir de 1969 va ser solista de Mosconcert.
És enterrat al Cementiri de Vagànkovo.

## Premis i distincions
- Artista honrat de la RSFSR (1955).[3]
- Artista del Poble de la RSFSR (1962).